# Saint-Jacques-de-Leeds
Saint-Jacques-de-Leeds är en kommun i provinsen Québec i Kanada. Den ligger i regionen Chaudière-Appalaches, i den sydöstra delen av landet, 300 km öster om huvudstaden Ottawa.